# Парня (Семёновский район)
Парня (укр. Парня) — бывшее село в Семёновском районе Черниговской области Украины. Село было подчинено Карповичскому сельсовету.

## История
По состоянию на 1985 год население — 10 человек. 
Село было отнесено к «зоне гарантийного добровольного отселения» согласно постановлениям Совета министров УССР
Решением Черниговского областного совета от 27.08.2005 года село снято с учёта.

## География
Было расположено западнее села Лесковщина. Застройка села была представлена одной улицей.  